# اسحاق مالک
مالک اسحاق ( اردو : ملک اسحاق ؛ ۱۹۵۹ – ۲۹ ژوئیه ۲۰۱۵) یک شبه‌نظامی پاکستانی بود که در سطح جهانی به عنوان تروریست شناخته می‌ شد و رهبر و یکی از بنیانگذاران سازمان اسلامگرا و ضد شیعه لشکر جهنگوی  بود.

## زندگینامه

### اوایل زندگی
مالک اسحاق در خانواده‌ای فقیر در ناحیه رحیم یار خان پنجاب پاکستان به دنیا آمد . پدرش تاجر پارچه بود. اسحاق که تا کلاس ششم تحصیل کرده بود، سه سال در مغازه پدرش کار کرد تا اینکه در سال ۱۹۸۴ طبق سوابق پلیس، به عنوان فروشنده سیگار شروع به کار کرد.

### عضویت در سپاه صحابه
اسحاق در دهه ۱۹۸۰ تحت تأثیر حق نواز جهنگوی ، بنیانگذار گروه شبه‌نظامی ضد شیعه سپاه صحابه پاکستان (SSP)، قرار گرفت. سپاه صحابه پاکستان ادعا می‌کرد که با انقلاب ایران و گروه فعال شیعه طرفدار ایران مستقر در پاکستان، تحریک نفاذ فقه جعفریه پاکستان، مقابله می‌کند. اسحاق به یکی از اعضای فعال فعالیت‌های سپاه صحابه پاکستان تبدیل شد و برای اولین بار به دلیل نفرت‌پراکنی در محرم ۱۹۸۹ زندانی شد .

### بنیانگذاری و رهبری لشکر جنگهوی
در سال 1996، اسحاق به همراه ریاض بصره و اکرم لاهوری، لشکر جهنگوی، یک گروه انشعابی خشونت‌آمیز از سپاه صحابه  را تأسیس کردند.  او در اکتبر 1997، پیش از دستگیری مجدد، در مصاحبه با یک روزنامه اردو زبان به دست داشتن خود در قتل 102 شیعه اعتراف کرد.  او پس از کشته شدن بصره در یک درگیری پلیس در سال 2002 ، رهبری ارشد لشکر جنگوی را از زندان به عهده گرفت .
اسحاق پس از حملات 11 سپتامبر با القاعده و طالبان پاکستان ارتباط برقرار کرد ،  و به بیش از 100 قتل و 45 پرونده جنایی، از جمله طراحی حمله به تیم کریکت سریلانکا در لاهور در سال 2009، متهم شد.
او به دلیل شواهد ضعیف و ارعاب قضات و شاهدان، هرگز محکوم نشد. 

### انتشار و معامله احتمالی
در بحبوحه گمانه‌زنی‌ها مبنی بر توافق و روابط رو به رشد با حزب حاکم مسلم لیگ پاکستان (شاخه نواز) ، در پنجاب ، با قرار وثیقه آزاد شد . هوادارانش او را با گلبرگ‌های گل رز مورد استقبال قرار دادند و طاهر اشرفی و احمد لدهیانوی، رئیس حزب صحابه، از او استقبال کردند.
رانا ثناالله، وزیر دادگستری استان، هرگونه معامله‌ای پشت آزادی اسحاق را رد کرد، اما گفت که رهبران افراطی در صورت اجتناب از خشونت، آزادند که به سیاست بپیوندند. ثناالله در این مورد گفت: «ما با کسانی که شهروندان مفیدی شده‌اند یا می‌خواهند باشند، در تماس هستیم.»  اندکی پس از آزادی اسحاق، خبرگزاری آسوشیتدپرس گزارش داد که او در 4 سپتامبر 2011 دوباره علیه جامعه شیعه سخنرانی‌های عمومی ایراد کرده و مخالفان خود را تهدید کرده و گفته است: «ما می‌دانیم چگونه بکشیم و چگونه بمیریم.»  اسحاق در سال 2012 به عنوان معاون رئیس اهل سنت و الجماعت ، که به سپاه صحابه تغییر نام داده است، منصوب شد .

### بمب‌گذاری‌های روز عاشورا در کابل و مزار شریف
در 6 دسامبر 2011، یک بمب‌گذار انتحاری به مسجد ابوالفضل در محله مرادخان کابل حمله کرد و بیش از 50 نفر را کشت.  بمب دوم در نزدیکی مسجد کبود در شهر شمالی مزار شریف رخ داد که در آن چهار نفر کشته شدند. لشکر جهنگوی اسحاق مسئولیت این حمله را بر عهده گرفت. حامد کرزی، رئیس جمهور افغانستان ، گفت که این موضوع را با پاکستان در میان خواهد گذاشت.

### بمب‌گذاری‌های کویته
نوشتار اصلی: بمب‌گذاری‌های ژانویه ۲۰۱۳ پاکستان
اسحاق پس از آنکه لشکر جنگوی مسئولیت چندین بمب‌گذاری که منجر به کشته شدن بیش از ۲۰۰ شیعه هزاره در کویته در ژانویه و فوریه ۲۰۱۳ شد را بر عهده گرفت، دوباره دستگیر شد. روی هم رفته، این بمب‌گذاری‌ها مرگبارترین حمله علیه هر اقلیتی در تاریخ پاکستان بودند .

## مرگ و پیامدهای آن
مالک اسحاق در صبح روز 29 ژوئیه 2015 در مظفرگره ، پنجاب، در درگیری پلیس با اداره مبارزه با تروریسم پلیس پنجاب ، به همراه دو پسرش، عثمان و حق نواز، کشته شد. همچنین در میان همراهان اسحاق، 11 نفر دیگر از جمله معاون او و ظاهراً نفر دوم لشکر جنگوی، سید غلام رسول شاه، و همچنین دو پسر شاه کشته شدند. 
به گفته پلیس، اسحاق و همکارانش در حال انتقال از ملتان به مظفرگره برای یافتن یک محل نگهداری غیرقانونی سلاح بودند که گروهی از هواداران مسلح در تلاش برای آزادی اسحاق به کاروان پلیس حمله کردند.  این موضوع توسط خبرگزاری‌های محلی و بین‌المللی از جمله اکونومیست مورد مناقشه قرار گرفت و در آن آمده است: «پلیس به زحمت وانمود کرده است که این حادثه چیزی غیر از یک قتل عام فراقضایی بوده است.» 

### ترور شجاع خانزاده، وزیر کشور
نوشتار اصلی: بمب‌گذاری اتوک ۲۰۱۵
در 16 آگوست 2015، دفتر وزیر کشور پنجاب ، شجاع خانزاده ، واقع در شادیخان ، اتک ، توسط دو بمب‌گذار انتحاری مورد حمله قرار گرفت که منجر به کشته شدن خانزاده و 18 نفر دیگر شد. گزارش‌های اولیه تهیه شده توسط سازمان‌های اجرای قانون پاکستان نشان می‌دهد که خانزاده به تلافی قتل مالک اسحاق مورد حمله قرار گرفته است.  لشکر جنگوی مسئولیت این حمله را بر عهده گرفت و تأیید کرد که این حمله برای قتل اسحاق در ماه ژوئیه بوده است.